# Lotte (telenovela)
Lotte é uma telenovela neerlandesa produzida e exibida pela Tien, cuja transmissão ocorreu em 2006. É uma adaptação da trama colombiana Yo soy Betty, la fea, escrita por Fernando Gaitán.

## Elenco
- Nyncke Beekhuyzen - Lotte Pronk
- Lars Oostveen - Vico Maesland